# China Miéville
China Tom Miéville (* 6. září 1972, Norwich, výslovnost /ˈtʃaɪnə miˈeɪvəl/) je britský autor fantasy, sci-fi a hororu. Rád označuje své dílo jako „weird fiction“ (podle autorů pulpové fantastiky druhé pětiny 20. století), respektive New Weird, a je předním představitelem takto nazývané volné skupiny autorů, kteří se snaží o oživení žánru, odklon od zavedených komerčních klišé i narušení hranic se science fiction a hororem, které pokládají za umělý výsledek téhož komerčního škatulkování.
Od raného dětství žije v Londýně. V osmnácti letech učil angličtinu v Egyptě, kde vznikl jeho zájem o arabskou kulturu a politiku Blízkého Východu. Vystudoval antropologii na univerzitě v Cambridge a mezinárodní vztahy v Londýně. Strávil také jeden rok na Harvardu.
Je členem největší z britských revolučně-levicových stran, (post)trockistické Socialistické dělnické strany (SWP); ve volbách do britského parlamentu v roce 2001 kandidoval za její koalici Socialist Alliance v tradičně labouristickém obvodě a získal 459 hlasů (1,2 %). Jeho politické názory se odrážejí v jeho díle (nejsilněji v posledním románu Železná rada) i teoretických statích o literatuře – proslulá kritika J. R. R. Tolkiena a jeho díla jako reakcionářského); na řadě conů se účastnil bouřlivých panelových diskusí o politice.
Do češtiny jeho díla tradičně překládá Milan Žáček a vydává nakladatelství Laser-books.

## Dílo

### Svět Bas-Lagu
Děj trojice autorových románů Nádraží Perdido, Jizva a Železná rada se odehrává ve světě Bas-Lag a zejména ve městě Nový Krobuzon, kde hlavní hrdinové žijí nebo z něj pocházejí. Svět je plný inteligentních druhů. Kromě lidí je obýván kaktusíky, cheprijkami, strupobijci, upíry a mnoha dalšími druhy, z nichž některé jsou lidskému myšlení zcela cizí a nepřátelské. V tomto světě je běžně kombinována věda většinou příliš nepřesahující úroveň parních strojů s „thaumaturgickou“ magií. Lidé mohou být pomocí těchto technik upravováni pro specifické úkoly na tzv. „přetvory“, tedy jakési steampunkové kyborgy. Tato procedura se nejčastěji používá jako trest.
- Nádraží Perdido, Laser-books, 2003, ISBN 80-7193-149-7 (Perdido Street Station, 2000) – ceny Arthur C. Clarke Award a Cena Augusta Derletha[1], nominace na ceny Hugo, Nebula a World Fantasy Award
- Jizva, Laser-books, 2004, ISBN 80-7193-176-4 (The Scar, 2002) – ceny Locus za nejlepší fantasy román a British Fantasy Award, nominace na ceny Hugo, Arthur C. Clarke Award, World Fantasy Award, BSFA Award a Philip K. Dick Award
- Železná rada, Laser-books, 2005, ISBN 80-7193-196-9 (Iron Council, 2004) – ceny Locus a Arthur C. Clarke Award, nominace na ceny Hugo a World Fantasy Award

### Samostatné romány
- Král Krysa, Laser-books, 2006, ISBN 80-7193-212-4 (King Rat, 1998) – hororový/fantasy román ze současného Londýna, nominováno na International Horror Guild Award a Bram Stoker Award
- Un Lun Dun, Laser-books, 2007, ISBN 978-80-7193-231-4 (Un Lun Dun, 2007), fantasy román pro děti a mládež, cena Locus za nejlepší román pro mládež
- Město & město, Laser-books, 2009, ISBN 80-7193-283-3 (The City & the City, 2009), detektivní román s prvky fantasy, ceny Locus za nejlepší fantasy román, Arthur C. Clarke Award, World Fantasy Award, BSFA Award a Kitschies, společně s románem Dívka na klíček Paola Bacigalupiho cena Hugo za nejlepší román, nominace na ceny Nebula a John W. Campbell Memorial Award
- Kraken, Laser-books, 2010, ISBN 978-80-7193-319-9 (Kraken, 2011), hororový fantasy román, cena Locus za nejlepší fantasy román, nominace na cenu Kitschies
- Ambasadov, Laser-books, 2012, ISBN 978-80-7193-348-9 (Embassytown, 2011), lingvistický science fiction román, cena Locus za nejlepší SF román, nominace na ceny Hugo, Nebula, Arthur C. Clarke Award, John W. Campbell Memorial Award a Kitschies
- Kolejmoří, Laser-books, 2013, ISBN 978-80-7193-369-4 (Railsea, 2012), fantasy román pro děti a mládež s prvky steampunku
- The Book of Elsewhere, 2024, fantastický román spadající pod franšízu BRZRKR, spoluautorem je Keanu Reeves

### Novely
- Amalgám, Ikarie 7 a 8/2004, překlad Eva Hauserová (The Tain, 2002), cena Locus za nejlepší novelu

### Sbírky povídek
- Pátrání po Jakeovi a jiné povídky, Laser-books, 2006, ISBN 80-7193-215-9 (Looking for Jake and Other Stories, 2005)
- Tři okamžiky exploze, Laser-books, 2019, ISBN 978-80-7617-644-7 (Three Moments of an Explosion, 2015)

### Ostatní
- Highway Sixty One Revisited, 1985
- Looking for Jake, 1998
- Different Skies, 1999
- Details, 2002
- Familiár, in antologie Trochu divné kusy, Laser-books, 2005, ISBN 80-7193-188-8 (Familiar, 2002)
- Buscard's Murrain, 2003
- Reports of Certain Events in London, 2004, cena Locus za nejlepší noveletu
- A Room of One's Own, 2008
- Lano je svět, XB-1 1/2012 (The Rope is the World, 2010)
- Covehithe, 2011

### Non-fiction
- Between Equal Rights: A Marxist Theory of International Law, 2005